# Ossalato di sodio
L'ossalato di sodio è il sale di sodio dell'acido ossalico, di formula Na2C2O4.
A temperatura ambiente si presenta come un solido bianco inodore, non volatile, scarsamente solubile in acqua. È un composto nocivo.
Trova impiego come standard primario in chimica analitica, per esempio nella titolazione di soluzioni di permanganato. Lo rendono adatto a questo scopo la sua disponibilità ad elevato grado di purezza e la sua scarsa igroscopicità. È conservato solitamente in contenitori a tenuta d'umidità per evitare di fargli assorbire acqua d'idratazione.